# 강철 동굴

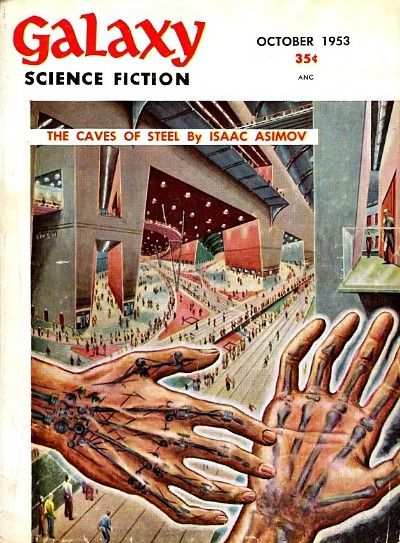

《강철 동굴》(The Caves of Steel)은 아이작 아시모프의 소설이다.

## 줄거리
인류가 다른 행성에 정착한 후 오랜 세월이 지나 지구인이 역차별을 받는 사회에서 지구인은 철구조물로 이루어진 지하도시에서 살며 외부로 나가는 것을 공포스러워하며 로봇에 대해서 부정적인 생각을 가지고 있다. 이때 지구에 있는 우주인의 도시에서 살인 사건이 일어난다. 이것을 해결하고자 베일리 형사가 투입되고 그 동료로 살해된 우주인과 같은 모습의 인간형 로봇인 R. 다닐 올리브가 함께하게 된다. 사건을 파해치면서 여러 가지 일을 맞이하게 되고 결국 사건을 해결해낸다.

## 같이 보기
- 벌거벗은 태양(The Naked Sun) (1957)
- 여명의 로봇(The Robots of Dawn) (1983)
- 로봇과 제국(Robots and Empire) (1985)